# Operación Gisela
La Operación Gisela (alemán: Unternehmen Gisela) fue el nombre en clave para una operación militar en Alemania durante la Segunda Guerra Mundial. Gisela fue diseñada como una operación de intruso aérea para apoyar el sistema de defensa aéreo alemán en sus batallas nocturnas con el Mando de Bombardero de la RAF  en la campaña de la  Defensa del Reich. Fue la última operación importante lanzada por la Luftwaffe Nachtjagdgeschwader (Unidad de caza nocturna) durante el conflicto.
Hacia marzo de 1945 la Luftwaffe había perdido la superioridad aérea en todos los frentes. Las fuerzas aéreas occidentales mantenían la  supremacía aérea sobre el Reich Alemán y el resto del territorio ocupado. Las ciudades industriales alemanas eran ahora sometidas a un intenso bombardeo que causaba un gran daño en el esfuerzo de guerra alemán. Las Fuerzas Aéreas del Ejército de los Estados Unidos atacaban durante el día, mientras que el Comando de Bombardeo Nocturno de la RAF operada por la noche.
Los ejércitos aliados habían logrado alcanzar las fronteras alemanas anteriores a la guerra y estaban ocupando algunas ciudades alemanas. En el Frente occidental la derrota en Normandía y el avance Aliado, tuvo consecuencias significativas para la capacidad de la Luftwaffe  para defender Alemania de los ataques nocturnos de los británicos. La Línea Kammhuber — un sistema de defensa aérea alemán—que se había extendido por las zonas ocupadas de Francia, Bélgica y Los Países Bajos, y su red de aviso temprano estaban destruidos. Junto con los reveses en el campo de batalla estaba la incapacidad  de la Luftwaffe para entrenar tripulaciones experimentadas en cazas nocturnos. Esto estuvo exacerbado por la escasez de combustible que en este punto en la guerra había contribuido al derrumbamiento de programas de entrenamiento y ha dejar a unidades de combate en tierra. Igualmente serio era la amenaza provocada por los De Havilland DH.98 Mosquito de la RAF, cazas nocturnos de intrusión aérea que operaban en Alemania.
Para dificultar las operaciones británicas, algunos de los comandantes experimentados en cazas nocturnos y pilotos sugirieron retomar las operaciones de intrusión aérea sobre Inglaterra. En 1940–41, los pilotos de cazas nocturnos alemanes, careciendo de radares a bordo de sus aeronaves y medios para localizar estas sobre Alemania, habían hecho incursiones de intruso contra bases de bombarderos británicos para atacar bombarderos de la RAF cuando  intentaban aterrizar. Adolf Hitler había ordenado un cese de estas actividades para propaganda y las razones prácticas pero estas operaciones habían tenido un éxito razonable en 1941 y  se sentía que  podían volver a hacerlo otra vez.
Hermann Göring, comandante en jefe de la Luftwaffe, ordenó la operación. Los alemanes esperaron para una oportunidad de empezar la operación de intruso y una apareció en la noche del 3 al 4 de marzo de 1945, cuándo el Comando de Bombarderos atacó objetivos en la Alemania occidental. La operación falló para conseguir los resultados esperados; el éxito obtenido del ataque no compensó los costes de esta.